# Know-how
Know-how este un termen preluat din limba engleză, care desemnează cunoștințe specifice, deținute de o persoană fizică sau de o întreprindere, asupra unui produs sau procedeu de fabricație, adesea obținute prin lucrări de cercetare și de dezvoltare importante și costisitoare.
În practică know-how-ul poate consta în informații concrete despre procedeele de combinare a unor substanțe și materiale pentru obținerea unui produs finit.

## Contractul de know-how
Cunoștințele tehnice care intră în componența unui know-how fac cel mai adesea obiectul unui contract de know-how. Persoana care deține know-how-ul (furnizorul) se obligă să transmită know-how-ul prin punerea la dispoziția beneficiarului de documente, schițe, manuale, sau prin trimiterea sau primerea de tehnicieni în vederea specializării. Beneficiarul se obligă să păstreze secretul asupra tutoror informațiilor obținute, pentru că altfel know-how-ul respectiv ar intra în domeniul public și ar aduce prejudicii deținătorului.
Deținătorul unui know-how nu are un drept exclusiv asupra informațiilor, procedeelor și elementelor conexe care sunt incorporate într-un contract de know-how. Noutatea know-how-ului este subiectivă, și ține doar de cunoștințele beneficiarului. Oricine poate folosi procedee și tehnici identice de fabricare dacă a ajuns în mod corect la cunoașterea lor.
Know-how-ul se mai caracterizează și prin dinamism, în contract poate exista o clauză de cross-licensing în urmă căreia titularul know-how-ului să beneficieze de eventualele perfecționări ce sunt aduse procedeelor de fabricație, sau tehnologiilor încorporate, de către utilizator.

## Caracteristici
Potrivit regulilor de concurență comunitare, termenul de know-how desemnează, în mod normal, un ansamblu de informații tehnice care sunt secrete, substanțiale și identificate.
- Termenul secret semnifică faptul că un know-how, considerat în ansamblul său, ori în configurația și asamblarea precisă a elementelor sale, nu este, în mod general, cunoscut sau ușor de obținut.
- Termenul substanțial semnifică faptul că un know-how înglobează informații care trebuie să fie folositoare.
- Termenul identificat semnifică faptul că know-how-ul este descris sau înregistrat într-o asemenea manieră, încât să fie posibil de verificat dacă îndeplinește criteriile de secret și de substanțialitate.